# غلين ماتلوك
غلين ماتلوك (بالإنجليزية: Glen Matlock) هو موسيقي وعازف باص وكاتب أغان بريطاني، وُلد في 27 أغسطس 1956 في لندن. اشتهر بصفته عازف الباص في فرقة البانك سكس بستلس. ومع جون ليدون وباول كوك وستيف جونز كان ماتلوك أحد الاعضاء الأصليين في الفرقة عند تأسيسها عام 1975 في لندن.عزف ماتلوك مع البستلس حتى عام 1977 حيث اعتزل الفرقة، وعزف مع عدد من الفرق الأخرى بعد ذلك.